# Why She Would Not
A drámát George Bernard Shaw a 94. születésnapjára írta. Csak 5 jelenet van meg a 6-ból. 1956-ban jelent meg, eddig még nem adták elő. A darab középponti alakja, Henry Bossborn, egyike Shaw kedvenc figuráinak, a született vezetőknek („born boss”). (Ilyen „vezető” még Szent Johanna, Julius Caesar (Caesar és Kleopátra), Undershaft (Barbara őrnagy), Magnus (The Apple Cart) vagy Epifania Fitzfassenden (The Millionairess).

## Cselekménye
Bossborn munkanélküli az 1. színben, amikor megment egy nőt egy rablótámadástól. A nő hálából állást szerez neki a nagyapja fatelepén, ahol ő is részvényes. Bossborn 2 év múlva (4. szín) már a cég irányítója. A hiányzó 6. színből az derült volna ki, hogy feleségül veszi-e a nőt, aki állást szerzett neki. Shaw korábbi darabjaiból elég sok házassággal végződik.